# 전영혁
전영혁(1952년 8월 21일 ~ )은 1986년에서 2007년까지 심야 음악 프로그램을 진행했던 전문 라디오 DJ였다.
본래는 태창영화사에서 몸담았다가, 팝 전문 잡지인 "월간팝송"의 편집장으로 일하며 음악계에 투신했다. ‘황인용의 영팝스’에서 작가를 맡았으며, MBC '박원웅과 함께'에서도 스태프로 참여했다.
1986년 4월 29일 KBS Cool FM을 통해 처음으로 방송된 《25시의 데이트》를 통해 DJ 커리어를 시작, 《음악세계》 등을 진행하며 21년 간 전문 DJ로 활동했다. 심야 시간대의 헤비메틀 위주의 선곡, 그리고 오프닝을 여는 시, 그리고 방송 시간에 관여하지 않는 긴 곡을 선곡하면서 그는 음악 마니아들의 절대적인 지지를 얻게 된다.
신변의 문제로 1990년대 말에는 잠시 방송 활동을 중단하기도 했으나, 그를 추종하는 팬들에 의해 심야 시간 DJ로 다시 돌아오게 된다. 2001년에는 애청자들이 주축이 되어 방송 15주년 기념행사가 개최되었고, 이후 2006년에는 방송 20주년 기념행사를 갖기도 했다. 그가 진행하던 프로그램은 KBS Cool FM에서 방송을 끝내고 1996년 11월 14일에 갓 개국한 SBS 파워FM으로 옮겨 "전영혁의 FM 107.7"이라는 프로그램명으로 방송하기도 했으나, 1999년 4월 개편 때 KBS Cool FM으로 돌아와 2007년 10월 15일까지 방송했다. 하지만 KBS Cool FM이 광고방송 개시를 앞두고 2001년 10월부터 굿모닝 팝스를 제외한 모든 프로그램의 지방 송출을 전면 중단하는 최악의 개편을 단행하는 바람에, 종영될 때까지 지방에서는 인터넷 외에는 음악세계를 들을 수 없었다.
2007년에 학력위조 파문이 일었고, 학력위조 파문과 무관하게 건강상의 이유를 들어 동년 10월에 라디오 방송을 접게 되었다.
희귀한 앨범을 통으로 소개하는 프로그램의 특성상 그의 멘트는 오프닝과 엔딩 외에는 들을 수 없었고, 과묵한 인상이 더해져서 "폭군"이라는 별명이 있었다.
일신상의 이유로 안타깝게 방송을 끝냈지만, 전영혁을 통해 다양한 음악을 거부감 없이 받아들일 수 있도록 훈련된 청취자들은 이후 새로운 장르나 형태의 가요가 등장할 때 이런 음악이 대중적으로 인기를 끌 수 있도록 디딤돌이 되는 역할을 했다고 믿는다고 하며, 음악세계를 대한민국 대중 음악의 편협성을 막은 프로그램라고 평가하고 있다. 특히 가수 신해철은 전영혁의 영향을 받아 음악을 시작했을 정도라고 한다.